# RMS Lusitania
L'RMS Lusitania fou un vaixell transatlàntic germà del RMS Mauretania i propietat de la companyia britànica Cunard Line. Fou enfonsat per un submarí alemany el 7 de maig de 1915, durant la Primera Guerra Mundial.

## Història

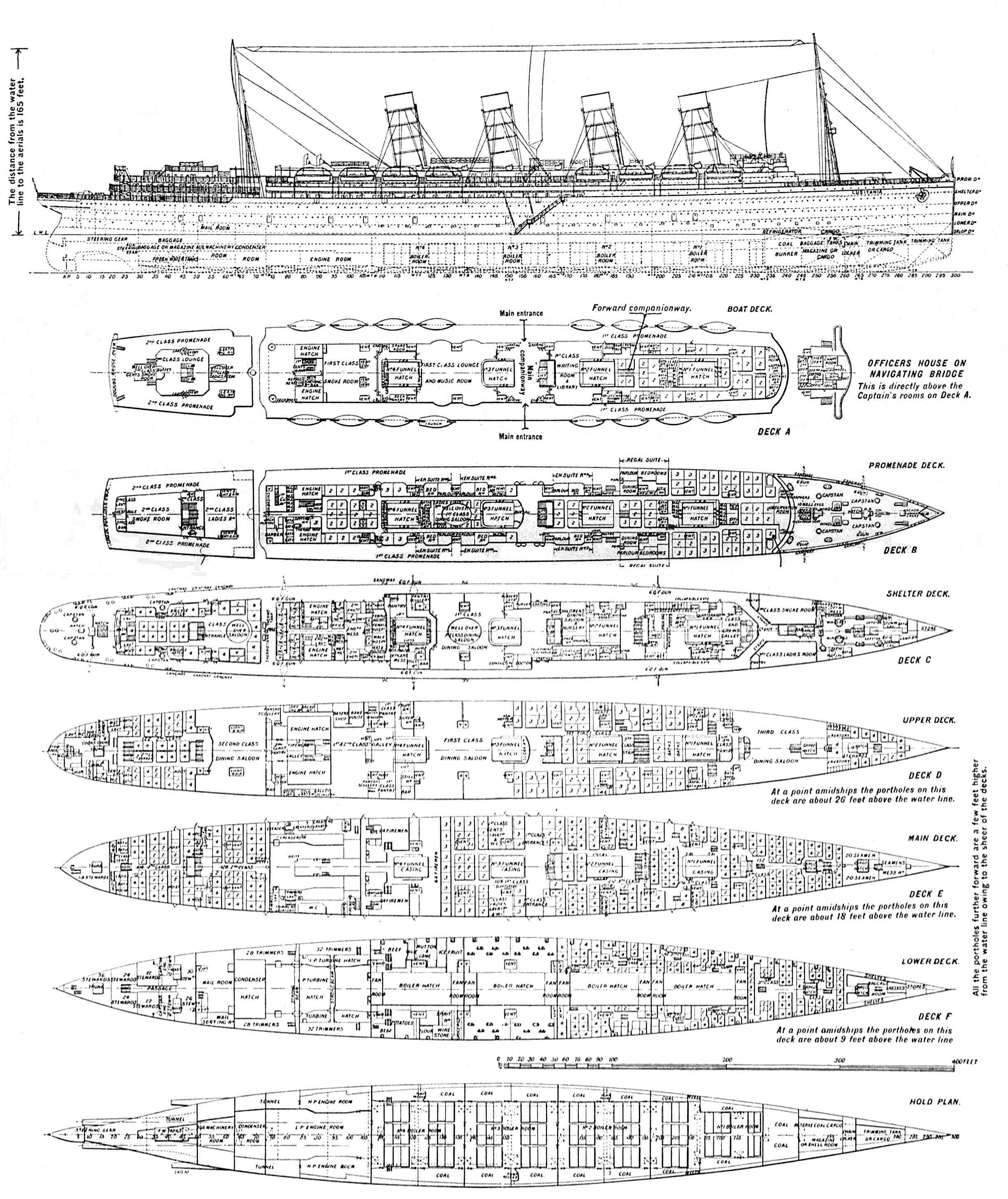
plànols de disseny de la coberta.

Durant els primers anys del segle xx l'única manera de travessar l'Atlàntic era per mitjans marítims.
Això va crear una competició entre companyies marítimes per crear un servei de vaixells ràpids i luxosos, per la qual cosa foren els anys gloriosos de la navegació per l'Atlàntic Nord.
L'any 1903 la línia britànica de Cunard va començar la construcció de dos grans vapors amb l'objecte de contrarestar la competència alemanya, que havia aconseguit la condecoració de la "Cinta Blava" arran d'haver fet la travessia més ràpida de l'Atlàntic. Els resultants van ser el Lusitania i el Mauretania, que van confirmar la supremacia britànica al mar.
La construcció del Lusitania i el Mauretania fou finançada pel govern britànic. Per això podien ser requisats pel Ministeri de Marina en època de guerra.
El Lusitania era una nau magnífica, de quatre xemeneies, amb 785 peus d'eslora i 31.550 tones de pes.
La seva avarada va tenir lloc al riu Clyde el 16 de juny de 1907. Va fer el seu viatge inaugural el 7 de setembre de 1907.
A l'inici de la Primera Guerra Mundial, l'agost de 1914, tant el Lusitania com el Mauretania, juntament amb el nou vaixell Aquitania, van quedar requisats. Tots van rebre ordres oficials de realitzar operacions militars excepte el Lusitania, que va continuar fent els seus serveis transatlàntics regulars de passatgers.
El 24 d'abril de 1915, l'ambaixada alemanya als Estats Units publicà un avís als diaris, estranyament coincident amb la partida del Lusitania cap a Europa, en què s'advertia els passatgers del risc de navegar en aigües no neutrals perquè es podia produir un atac. Sols un diari aconseguí replicar en la seua edició l'avís alemany.

### Enfonsament
L'1 de maig, el Lusitania va sortir de Nova York. El 7 de maig de 1915 s'acostava al final de la seva 202a travessia, amb destinació a Liverpool, i estava previst que atraqués al Prince's Landing Stage més tard aquella tarda. A bord hi havia 1.266 passatgers i una tripulació de 696 persones, que sumaven 1.962 persones. Corria paral·lel a la costa sud d'Irlanda i es trobava aproximadament a 18 quilòmetres del cap d'Old Head of Kinsale quan el transatlàntic va passar davant el submarí alemany U-20, a les 14:10. A causa de la gran velocitat del transatlàntic, alguns creuen que la intersecció del submarí alemany i del transatlàntic va ser una coincidència, ja que el "U-20" difícilment hauria pogut agafar el vaixell ràpid d'una altra manera. Hi ha discrepàncies sobre la velocitat de Lusitania, ja que s'havia informat que no viatjava gaire a la seva velocitat màxima. Walther Schwieger, el comandant del submarí, va donar l'ordre de disparar un torpede, que va colpejar Lusitania a la proa d'estribord, just sota la timoneria. Moments després, va esclatar una segona explosió des del casc de Lusitania on el torpede havia atacat, i el vaixell va començar a enfonsar-se molt més ràpidament.
Gairebé immediatament, la tripulació es va afanyar a llançar els vaixells salvavides, però les condicions de l'enfonsament van dificultar el seu ús i, en alguns casos, impossible perquè el vaixell s'havia inclinat molt. En total, només sis de les 48 embarcacions de salvament es van llançar amb èxit, amb algunes més que van bolcar i es van trencar. Divuit minuts després de l’atac del torpede, l'embarcació es va enfonsar. Dels 1.962 passatgers i tripulants a bord de Lusitania en el moment de l'enfonsament, 1.198 hi van perdre la vida, una d'elles el conegut enginyer americà arrelat a Catalunya, el Dr. Pearson. En les hores posteriors a l'enfonsament, els actes d’heroisme entre els supervivents de l'enfonsament i els socorristes irlandesos que havien rebut els senyals de senyals de socors de Lusitania van fer que el nombre de supervivents arribés a 764, tres dels quals més tard va morir a causa de les ferides sofertes durant l'enfonsament.
Un creuer britànic HMS Juno, que havia rebut l'avis de l'enfonsament poc temps després de l'atac de Lusitania, va deixar el seu ancoratge al port de Cork per ajudar-hi. Just al sud de Roche's Point, a la desembocadura del port, a només una hora del lloc de l'enfonsament, es va girar i va tornar al seu amarratge com a resultat, es creia, de les ordres dictades des de Admiralty House a Cobh (base naval de la seu central de Haulbowline), coneguda llavors com Queenstown. L'endemà al matí, la notícia del desastre s’havia estès per tot el món. Tot i que la majoria dels que es van perdre a l'enfonsament eren britànics o canadencs, la pèrdua de 128 estatunidencs, inclòs l'escriptor i editor Elbert Hubbard, el productor teatral Charles Frohman, l’home de negocis multimilionari Alfred Gwynne Vanderbilt, i el president de Newport News Shipbuilding, Albert L. Hopkins, van indignar a molts als Estats Units.

### Conseqüències
Per aquest motiu el president nord-americà Woodrow Wilson amenaçà Alemanya i va exigir reparacions. Inquiet per la irrupció dels EUA a la guerra, Berlín va suspendre la guerra submarina.
L'1 de març de 1916, deu mesos després de la tragèdia, la Cunard Steamship Company donà la xifra oficial de 1.195 passatgers morts, dels quals només se'n recuperaren 200 cadàvers, sepultats al mateix vaixell o soterrats a l'església de Saint Multose, a la localitat irlandesa de Kinsale.
El 2 d'abril de 1917 els Estats Units entraren en guerra contra Alemanya, Àustria-Hongria i l'Imperi Otomà.